# Jednolícní pletenina
Jednolícní pletenina (angl.: plain jersey fabric, něm.: Rechts/Links-Maschenware) je zátažná nebo osnovní pletenina s viditelnými stěnami oček na lícní straně a s jehelními a platinovými obloučky na rubu. 

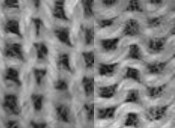
Lícní (vlevo) a rubní strana (vpravo) zátažné jednolícní pleteniny

Na snímku vpravo je hladká jednolícní pletenina z bavlněné příze (cca 40x zvětšeno).
Jednolícní pleteniny jsou snadno páratelné a méně roztažné po šířce (ve směru řádků) než oboulícní výrobky.

## Strojní vybavení
Jednolícní pleteniny jsou nejstarší druh strojně vyráběných pletenin, dají se zhotovit (už od roku 1589) s jedním jehelním lůžkem.
Výroba je možná na všech druzích moderních strojů, jak zátažných, tak i osnovních. Pro některé druhy jednolícních pletenin (např. žakárové, výplňkové, co-we-nit) musí být vybaveny zvláštním zařízením (viz Wünsch).

## Varianty jednolícních pletenin a jejich použití

### Vazby zátažných pletenin
Hladká vazba se používá na vrchní ošacení, spodní prádlo, punčochové zboží, technické úplety aj.
Z odvozených vazeb se uvádí zejména: krytá, plyšová, výplňková a intarziová, vazba s vloženým útkem. Jejich použití: Vrchní ošacení, sportovní oděvy, bytové textilie aj.

### Vazby osnovních pletenin
Patří k nim všechny základní vazby (řetízek, kepr, sukno atd), z odvozených v. se uvádí zejména žakárová, tyl, markyzet, filetová vazba. Použití: Vrchní ošacení, prádlo, záclony, bytové textilie (viz Pospíšil).